# (100914) 1998 KZ29
(100914) 1998 KZ29 es un asteroide perteneciente al cinturón de asteroides, región del sistema solar que se encuentra entre las órbitas de Marte y Júpiter, descubierto el 22 de mayo de 1998 por el equipo del Lincoln Near-Earth Asteroid Research desde el Laboratorio Lincoln, Socorro, Nuevo México, Estados Unidos.

## Designación y nombre
Designado provisionalmente como 1998 KZ29. 

## Características orbitales
1998 KZ29 está situado a una distancia media del Sol de 2,475 ua, pudiendo alejarse hasta 2,888 ua y acercarse hasta 2,062 ua. Su excentricidad es 0,166 y la inclinación orbital 3,182 grados. Emplea 1422,63 días en completar una órbita alrededor del Sol.

## Características físicas
La magnitud absoluta de 1998 KZ29 es 16,1. Tiene 1,567 km de diámetro y su albedo se estima en 0,314. 